# معركة أسبيرن-إيسلينج
مَعْرَكة أسبِيرنْ-إيسِلينج (بالفرنسية: Batalla de Aspern-Essling)، دَارَتْ رَحَاها بَين 21-22 مايو 1809 على بُعد 10 كم شرق فيينا، عِندَما حاولَ نابليون عبوراً قسرياً لنهر الدانوب، ولكن تَمكنَ النمساويين من صد الجَحافل الفرنسية وحلفائهم تحت قيادة الأرشيدوق كارل. كانت المعركة هي المرة الأولى التي يُهزم فيها نابليون شخصيًا منذ أكثر من عقد. ومع ذلك، فشل الأرشيدوق كارل في تحقيق نصر حاسم حيث تمكن نابليون من سحب معظم قواته بنجاح الأمر الذي أعطى للأمبراطور الفرنسي الفرصة ليعيد تنظيم الصفوف ويقهر الجيش النمساوي في «معركة ڤاگرام»، ألا أن نابلبون فَقدَ أحد أعتى قادَتُه الميدانيون، مارشاله وصَديقه المُقَرب جان لانيس في المَعركة، والذي توفي في 31 مايو على أثر أصابة تلقاها يوم 22 مايو.

## خَلفية
في وقتْ المَعركة كانَ نابليون على أراضي فيينا، كانت الجسور فوق نهر الدانوب قد تحطمت، وكان جيش الأرشيدوق على تل بيسامبيرج، بالقرب من كورنوبورغ، على الضفة اليسرى للنهر. أراد الفرنسيون عبور نهر الدانوب في أول محاولة عبور على ضِفة شوارز لاكينو في 13 مايو تم صدها مع حوالي 700 خسارة فرنسية.  لذلك تم اختيار لوباو، وهي إحدى الجزر العديدة التي قسمت النهر إلى قنوات صغيرة، كنقطة العبور التالية. تم اتخاذ استعدادات دقيقة، وفي ليلة 19-20 مايو، قام الفرنسيون بربط جميع القنوات على الضفة اليمنى إلى لوباو واحتلوا الجزيرة. بحلول مساء يوم 20، كان قد تم جمع العديد من الرجال هناك وتم ربط الذراع الأخيرة لنهر الدانوب، بين لوباو والضفة اليسرى. عبرت قوات ماسينا على الفور إلى الضفة اليسرى وطردت البؤر النمساوية التي كانت قَد تَمركزت هناك. لم تردعه أنباء الهجمات الشديدة على مؤخرته في تيرول وبوهيميا، نقل نابليون جميع القوات المتاحة إلى الجسور، وبحلول فجر يوم 21، تم جمع 40.000 رجل في مارشفيلد، السهل الواسع للضفة اليسرى، والذي كان أيضا سَيكون مسرحاً لمعركة فاغرام.

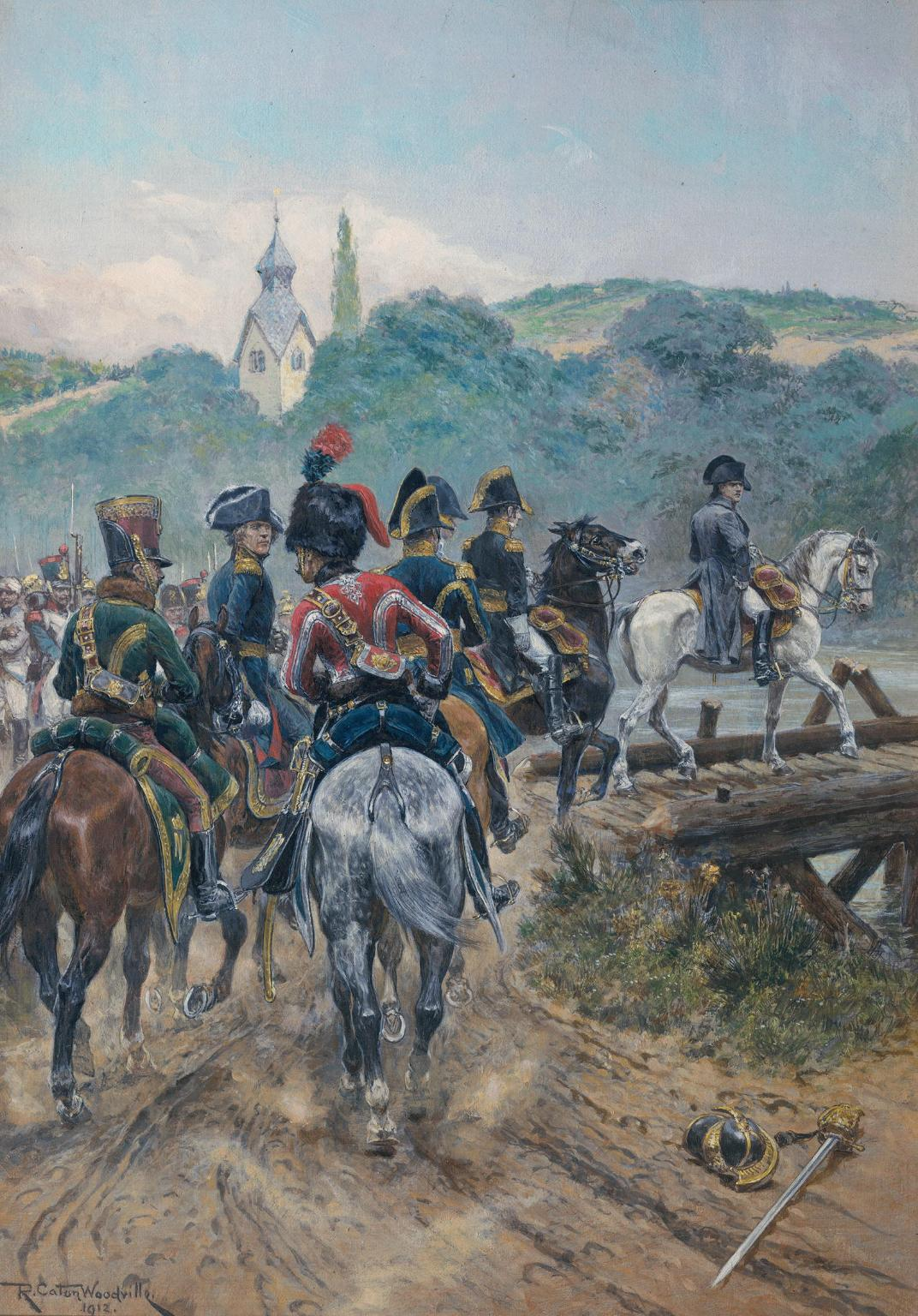
نابليون يعبر الجسر إلى جزيرة لوباو بريشة ريتشارد وودفيل.

لم يَمنع الأرشيدوق هذا العبور، كان ينوي، بمجرد عبور قوة كبيرة بما يكفي، مهاجمتها قبل أن يتمكن بقية الجيش الفرنسي من مساعدتها. قبل نابليون خطر مثل هذا الهجوم، لكنه سعى في نفس الوقت لتقليله من خلال استدعاء كل كتيبة متاحة إلى مكان الحادث. تم وضع قواته في مارشفيلد أمام الجسور المواجهة للشمال، وكان يسارهم في قرية أسبيرن ويمينهم في إيسلينج. كلا المكانين يقعان بالقرب من نهر الدانوب وبالتالي لا يمكن قلبهما؛ أسبيرن، هي في الواقع على ضفة إحدى قنوات النهر. كان على الفرنسيين سد الفجوة بين القرى، وكذلك المضي قدمًا لإفساح المجال للوحدات الداعمة لتَتَخذ مواقعها.
كان على الفيلق النَمساوي السادس بقيادة يوهان فون هيلر وهاينريش بقيادة جراف فون بيلجارد والأمير فريدريش من هوهنزولرن مُهاجمة أسبيرن، بينما كان على الأمير فرانز سيراف مهاجمة إيسلينج. بينما كان سلاح الخَيالة النمساوي الاحتياطي بقيادة للأمير يوهان ليختنشتاين في الوسط، وعلى استعداد للتحرك ضد سلاح الخَيالة الفرنسي أذا هاجمَ رؤوس الأعمدة. خلال الحادي والعشرين، أصبحت الجسور غير آمنة أكثر فأكثر، بسبب عنف التيار، لكن الفرنسيين عبروا دون انقطاع طوال النهار وأثناء الليل. 

## المَعركة

### الَيوم الاول
بدأت المَعركة في أسبيرن. سَيطرَ القائد النَمساوي هيلر على القرية في الاندفاع الأول، لكن المارشال الفرنسي ماسينا استعادها، وتمسك بها بإصرار ملحوظ. قاتل المشاة الفرنسيون بالشجاعة العنيدة القديمة التي فشلوا في إظهارها في المعارك السابقة لهذا العام. ومع ذلك، حارب النمساويون أيضًا بضراوة وإصرار فاجأ الفرنسيين، بمن فيهم نابليون نفسه.
لم تتمكن الأعمدة النمساوية الثلاثة من الاستيلاء على أكثر من نصف القرية. بقي ماسينا محتجزًا عند حلول الليل. في هذه الأثناء، تم سحب كل المشاة الفرنسيين تقريبًا بين القريتين وأمام الجسور للقتال على الجناح. لذلك، لإنشاء هجوم مُزيف، أرسل نابليون مركزه، الذي يتكون الآن فقط من سلاح الخَيالة، لشحن مدفعية العدو، والتي تم نشرها في خط طويل ولإطلاق النار على أسبيرن. تم صد الهَجمة الأولى للفرنسيين، لكن المحاولة الثانية تمت بواسطة حشود ثقيلة من الدراعة. انطلق الخَيالة الفرنسيون ودَفعوا قوات المَدفعية النمساوية إلى الوراء، وداروا حول تَشكيلات المشاة النَمساوية في هوهنزولرن، وقاوموا سلاح اخَيالة اليختنشتاين، لكنهم لم يتمكنوا من فعل المزيد، وفي النهاية عادوا إلى موقعهم القديم.
في هذه الأثناء، كانت إيسلينج مسرحًا لقتال يائس تقريبًا مثل القتال في أسبيرن. هَجمة الدراعة الفرنسييون على جناح القوات النَمساوية بقيادة روزنبرغ، وأخروا الهجوم. في القرى، قاوم جان لانيس الهَجمات النَمساوية بفرقة واحدة حتى أنهى الليل المعركة. عسكر الجَيشان في العراء، وفي أسبرين كان الفرنسيون والنمساويون مستلقين على طلقات البنادق التي اطلقوها على بعضهم البعض. لم يثبط هذا الامر من عَزيمة الإمبراطور، وجدد جهوده لنقل كل رجل متاح. وطوال الليل، ظهرت المزيد والمزيد من القوات الفرنسية.

### اليوم الثاني
في أقرب فجر من يوم 22 استؤنفت المعركة. قام ماسينا بسرعة بتطهير أسبيرن من العدو، ولكن في نفس الوقت اقتحم روزنبرغ إيسلينج. ومع ذلك، قاوم لانيس الهجوم بشدة، وعززته فرقة سانت هيلير، مما دفع روزنبرغ للخروج. في أسبيرن، تم طرد ماسينا من أسبيرن بهجوم مضاد من قِبل هيلر وبيلجارد.

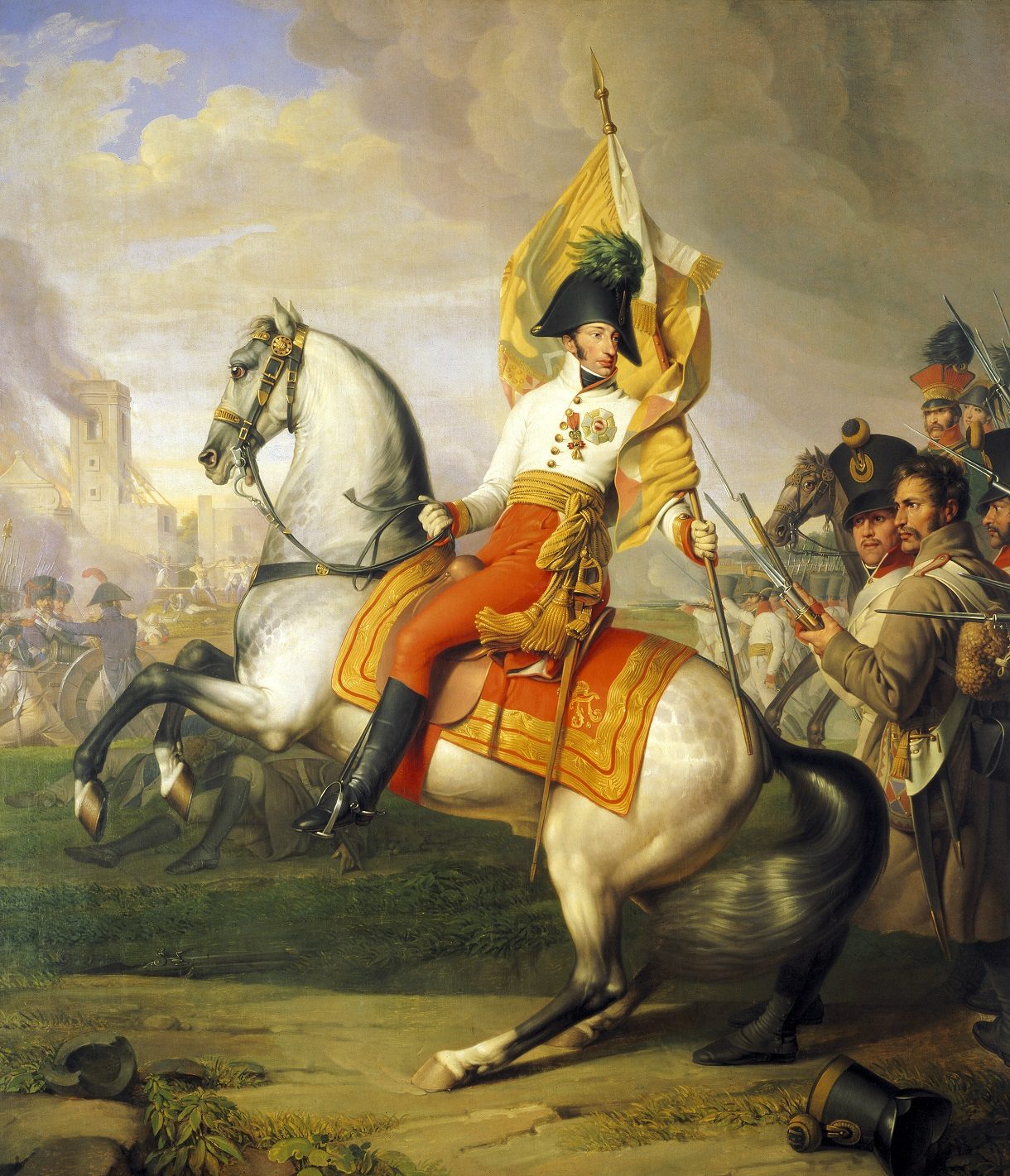
الأرشيدوق كارل خَِلال مَعْرَكة أسبِيرنْ-إيسِلينج بريشة يوهان بيتر كرافت.

في غضون ذلك، شن نابليون هجومًا كبيرًا على الوسط النمساوي. تقدم الوسط الفرنسي بالكامل، مع لانيس على اليسار وسلاح الخَيالة في الاحتياط، إلى الأمام. تم اختراق الخط النمساوي، بين يمين روزنبرغ ويسار هوهنزولرن، وتدفقت الأسراب الفرنسية في الفجوة. كان النصر على وشك الحدوث عندما قام الأرشيدوق كارل بآخر احتياطي له، وقاد جنوده حاملاً الراية في يده. تم تَطويق لانيس، ومع صده تلاشى زخم الهجوم على طول الخط. وضاعت أسبيرن، ووصلت أخبار أكثر خطورة إلى نابليون في اللحظة الحرجة. جسور نهر الدانوب، التي كانت قد انهارت مرة واحدة بالفعل، قد تم قطعها بواسطة الصنادل الثقيلة، والتي القاها النمساويون منجرفة إلى أسفل مجرى النهر.

علق نابليون الهجوم على الفور، سقطت إيسلينج الآن في هجوم آخر من قبل قوات روزنبرج، وطرده الفرنسيون مرة أخرى. ثم قام روزنبرغ بتوجيه جهوده إلى جانب المركز الفرنسي، متقاعدًا ببطء على الجسور، كان التقاعد مكلفًا للغاية، لكن لانيس منع النَمساويين من اقتيادهم إلى حافة نهر الدانوب. بعدها أنهى الإرهاق التام للطرفين القِتال وأنسحب الجَيش الفَرنسي عابراً الدانوب.

## ما بعد الواقِعة

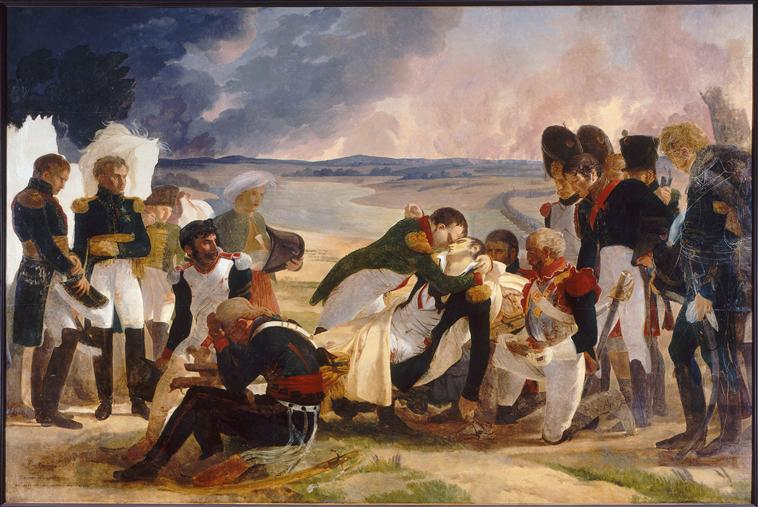
وفاة المارشال جان لانيس بريشة بيير ناريس غيران

خسر الفرنسيون أكثر من 20 ألف رجل من بينهم أحد أعتى القادة الميدانيين لنابليون وصديقه المقرب، المارشال جان لانيس، الذي توفي بعد إصابته بجروح قاتلة من مدفع نمساوي في هجوم على قوة يوهان فون كلناو في أسبيرن. كما توفي الجنرال الفرنسي لويس فنسنت سانت هيلير متأثرا بجروحه في المعركة. كانت ساقه ممزقة بفعل قذيفة مدفع. عانى النمساويون أيضًا من خسائر مماثلة، لكنهم حققوا أول انتصار كبير على الفرنسيين لأكثر من عقد. أظهر الانتصار التقدم الذي أحرزه الجيش النمساوي منذ سلسلة الهزائم الكارثية في عامي 1800 و 1805.

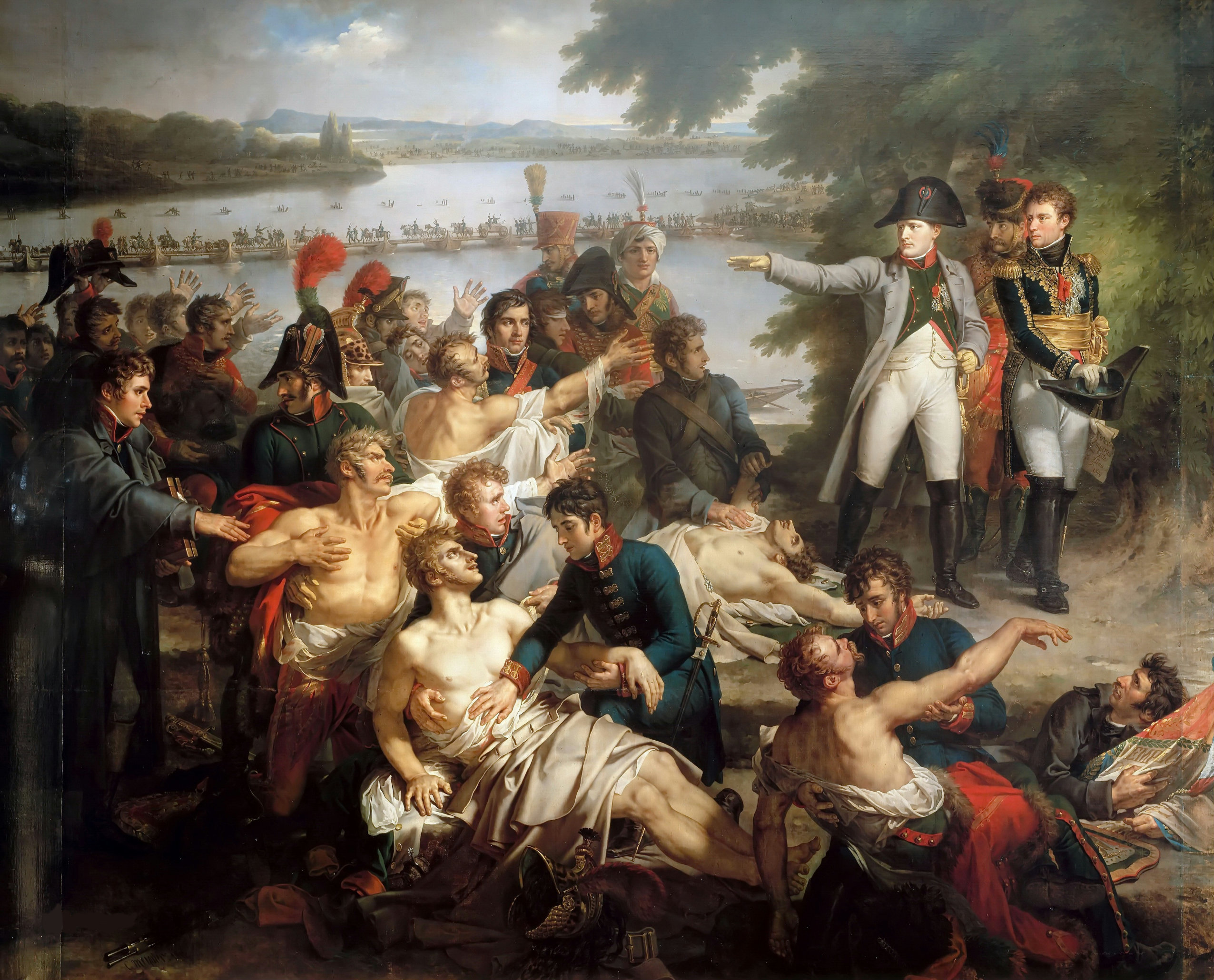
عودة نابليون إلى جزيرة لوباو بعد مَعْرَكة أسبِيرنْ-إيسِلينج يوم 23 مايو 1809، بريشة شارل مينير.

انسحبت القوات الفرنسية إلى الجزيرة. في ليلة الثاني والعشرين، تم إصلاح الجسر الأخير، وكان الجيش ينتظر وصول التعزيزات إلى لوباو. وفشل النمساويون، الذين فوجئوا بفوزهم، في الاستفادة من الوضع، مما سمح للفرنسيين بإعادة تجميع صفوفهم. بعد شهر، قام الفرنسيون بمحاولة ثانية لعبور نهر الدانوب حيث حقق نابليون نصرًا حاسمًا على النمساويين في معركة فاغرام.

## حسابات

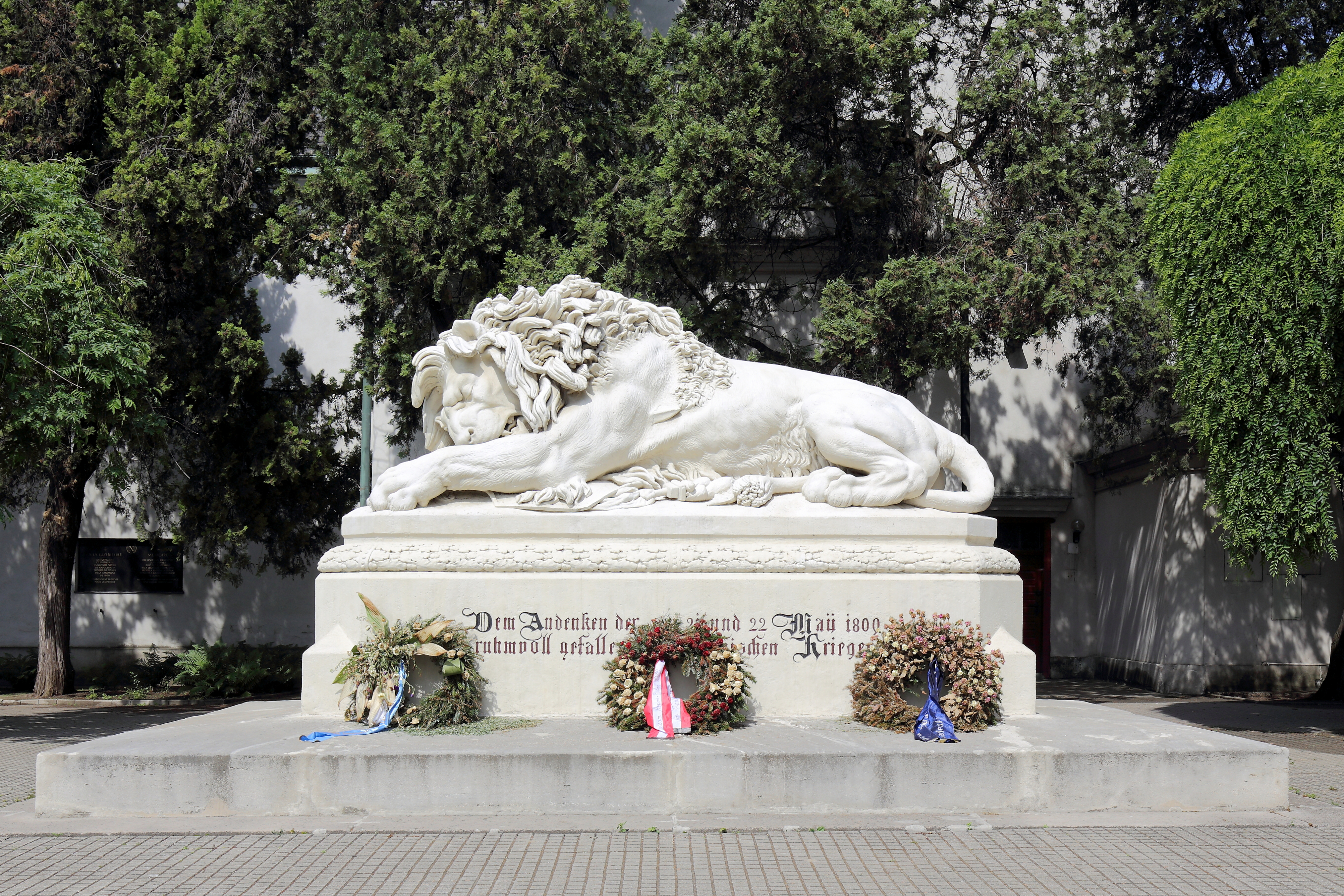
أسد أسبيرن ، نصب تذكاري لإحياء ذكرى المعركة. أمام كنيسة القديس مارتن.

كتب باتريك رامبو، المؤلف الفرنسي، رواية خيالية عن الصراع بعنوان «المَعركة» باستخدام العديد من المصادر المباشرة. بمجرد النظر من المنظور الفرنسي، تقدم الرواية وصفًا واقعيًا إلى حد ما للقتال في عصر نابليون، بالإضافة إلى صور مفصلة لقادة مشهورين مثل نابليون وماسينا ولانيس. جاء مفهوم الكتاب وملاحظاته في الأصل من المؤلف الفرنسي الشهير أونوريه دي بلزاك. كتب مارسيلين ماربوت، أحد مساعدي المارشال لانيس، في مذكراته عن المعركة، حيث كان عليه أن يراقب اللحظات الأخيرة لأصدقائه المقربين، ويصف مقدار إراقة الدماء والحزن الذي أصاب الجيش الكبير بعد عبور نهر الدانوب.

كما وصف الجراح العسكري دومينيك جان لاري المعركة في مذكراته وذكر كيف قام بإطعام الجرحى في لوباو بمرق لحم خَيل مُملح بالبارود.  اقتبس لاري بالفرنسية بواسطة الدكتور بيرود. 

## المَراجع
1. 1 2  Chandler 1979.
2. 1 2  Castle 1990.
3. ↑  Gill 2009، صفحات 129-133.
4. ↑  Chisholm 1911، صفحات 767-768.
5. ↑  Parker 1983، صفحة 83.
6. ↑  Béraud 1841.

- Bodart، Gaston (1908). Militär-historisches Kriegs-Lexikon (1618-1905). مؤرشف من الأصل في 2022-08-15. اطلع عليه بتاريخ 2021-06-14.
- Chandler، David (1979). Dictionary of the Napoleonic Wars. MacMillan.
- Castle، Ian (1990). Aspern/Wagram (1809). Oxford: Osprey.
- Gill، John H. (2009). 1809. Thunder on the Danube: Napoleon's Defeat of the Habsburgs. Volume II: The Fall of Vienna and the Battle of Aspern. London: Frontline Books.
- Chisholm, Hugh (1911). "Aspern-Essling, Battle of" . In Chisholm, Hugh (ed.). Encyclopædia Britannica (بالإنجليزية) (11th ed.). Cambridge University Press. Vol. 2. pp. 767–768.{{استشهاد بموسوعة}}:  صيانة الاستشهاد: التاريخ والسنة (link)
- Rothenberg، Gunther E. (1995). Napoleon's Great Adversary: Archduke Charles and the Austrian Army 1792-1814. Sarpedon. ISBN:1-885119-21-6.
- Parker، Harold T (1983). Three Napoleonic Battles (2nd Ed). Duke University Press. ISBN:9780822305477. مؤرشف من الأصل في 2022-03-19. It references Dominique-Jean Larrey, Mémoires de chirurgie militaire et campagnes, III 281, Paris, Smith.
- Béraud, Dr (1841). Études Hygiéniques de la chair de cheval comme aliment (بالفرنسية). Archived from the original on 2023-02-08.